# POJ-filmproduktion
POJ-filmproduktion var en svensk animationsstudio, bestående av Olof Landström och Peter Cohen, och låg bakom ett flertal animerade TV-serier och kortfilmer från början av 1970-talet till början av 1990-talet.

## Produktioner i urval
- Kråkbegravningen (1973)
- Kalles klätterträd (1975)
- Farbrorn som inte vill va' stor (1979)
- Magister Flykt (1984)
- Herr Bohm och sillen (1988)
- Olssons pastejer (1988)